# Zabrdnji Toci
Zabrdnji Toci (cyr. Забрдњи Тоци) – wieś w Serbii, w okręgu zlatiborskim, w gminie Prijepolje. W 2011 roku liczyła 80 mieszkańców.